# Morelos Open
Il Morelos Open è un torneo professionistico di tennis giocato sui campi in cemento del Racquet Club Cuernavaca di Cuernavaca in Messico. Fa parte dell'ATP Challenger Tour e si gioca annualmente dal 2014.

## Albo d'oro

### Singolare
| Anno | Campione                   | Finalista                | Punteggio        |
| ---- | -------------------------- | ------------------------ | ---------------- |
| 2025 | Marc-Andrea Hüsler         | Dmitrij Popko            | 6–4, 3–6, 6–4    |
| 2024 | Giovanni Mpetshi Perricard | Nicolás Mejía            | 7–5, 7–5         |
| 2023 | Thiago Agustín Tirante     | James Duckworth          | 7–5, 6–0         |
| 2022 | Jay Clarke                 | Adrián Menéndez Maceiras | 6–1, 4–6, 7–6(5) |
| 2021 | Non disputato              | Non disputato            | Non disputato    |
| 2020 | Jurij Rodionov             | Juan Pablo Ficovich      | 4–6, 6–2, 6–3    |
| 2019 | Matías Franco Descotte     | Gonzalo Escobar          | 6–1, 6–4         |
| 2018 | Dennis Novikov             | Cristian Garín           | 6–4, 6–3         |
| 2017 | Aleksandr Bublik           | Nicolás Jarry            | 7–6(5), 6–4      |
| 2016 | Gerald Melzer (2)          | Alejandro González       | 7–6(4), 6–3      |
| 2015 | Víctor Estrella Burgos     | Damir Džumhur            | 7–5, 6–4         |
| 2014 | Gerald Melzer (1)          | Víctor Estrella Burgos   | 6–1, 6–4         |

### Doppio
| Anno | Campioni                              | Finalisti                                           | Punteggio              |
| ---- | ------------------------------------- | --------------------------------------------------- | ---------------------- |
| 2025 | Jody Maginley Alfredo Perez           | Finn Reynolds James Watt                            | 7–5, 6(5)–7, [10–8]    |
| 2024 | Arjun Kadhe Jeevan Nedunchezhiyan     | Piotr Matuszewski Matthew Romios                    | 7–6(5), 6–4            |
| 2023 | Skander Mansouri Michail Pervolarakis | Benjamin Lock Rubin Statham                         | 6–4, 6–4               |
| 2022 | JC Aragone Adrián Menéndez Maceiras   | Nicolás Mejía Roberto Quiroz                        | 7–6(4), 6–2            |
| 2021 | Non disputato                         | Non disputato                                       | Non disputato          |
| 2020 | Luke Saville John-Patrick Smith       | Carlos Gómez-Herrera Shintaro Mochizuki             | 6–3, 6(4)–7, [10–5]    |
| 2019 | André Göransson Marc-Andrea Hüsler    | Gonzalo Escobar Luis David Martínez                 | 6–3, 3–6, [11–9]       |
| 2018 | Roberto Maytín Fernando Romboli       | Evan King Nathan Pasha                              | 7–5, 6–3               |
| 2017 | Austin Krajicek Jackson Withrow       | Kevin King Dean O'Brien                             | 6(4)–7, 7–6(5), [11–9] |
| 2016 | Philip Bester Peter Polansky          | Marcelo Arévalo Sergio Galdós                       | 6–4, 3–6, [10–6]       |
| 2015 | Ruben Gonzales Darren Walsh           | Emilio Gómez Roberto Maytín                         | 4–6, 6–3, [12–10]      |
| 2014 | Andrej Martin Gerald Melzer           | Alejandro Moreno Figueroa Miguel Ángel Reyes Varela | 6–2, 6–4               |